# ニッケコルトンプラザ
ニッケコルトンプラザ (NIKKE COLTON PLAZA) は、千葉県市川市鬼高一丁目にあるショッピングセンターである。核店舗はダイエーいちかわコルトンプラザ店。

## 概要
日本毛織の中山工場跡地に立地しており、同社が運営も行っているため、施設名に「ニッケ」が入っている。総武本線沿線地域では比較的大規模なショッピングセンターであり、店舗面積は50,000m2を越す。愛称はコルトンプラザ、コルトン。
ダイエーの主要店舗の一つであり、前身のプランタン時代からダイエー直営で運営されている唯一の店舗である。

## 沿革
1920年、前身施設の「日本毛織中山工場」が開業（1982年まで操業）。
1970年前後から日本毛織の工場跡地に大型SCを建設する計画があったが長らく出店するテナントが不明のままであった。
1979年（昭和54年）7月以降にダイエーの他にもイトーヨーカ堂と西友から核店舗としての出店を目指して日本毛織に対して申し入れを行っていた。
そこで日本毛織は中山工場跡地16万8,300m2を再開発計画を具体化するため、1980年（昭和55年）4月16日付で中山開発準備室を開設し、1981年（昭和56年）4月にダイエーグループと基本協定書を締結した。
1982年（昭和57年）に地元との交渉をスムーズにする為に、日本毛織が入居予定のテナントがダイエーとプランタンであることを明かした。
1983年（昭和58年）1月に日本毛織が千葉県知事や市川市長、市川商工会議所会頭、市川市商店連合会長あてに提出した「大規模小売店舗出店計画書」では、オ・プランタン・ジャポン（33,100m2）とダイエー（19,800m2）を核店舗として専門店街（1万9,800m2）を加えた店舗面積7万2,700m2で駐車場2,000台と駐輪場2,000台を併設し、年間売上高約344億円を目指す大規模なショッピングセンターの計画であった。
この計画に対しては店舗規模が大き過ぎるとして反発が強かったため、1984年（昭和59年）6月に全体の店舗面積を約30%縮小して5万6,830m2とする計画に修正、1985年（昭和60年）11月には核店舗2店をカジュアルデパート1店へ減らすなど計画は大幅に縮小される形となった。
ところが、当初の計画の地上5階・地下1階の店舗面積に地元商店会などが反発し、地上4階の建物に変更した上で規模を縮小する形でダイエー側が譲歩した。
その後も、商店会からの反対意見は根強かったものの千葉県や市川市、市川商工会議所の仲立ちもあり1986年（昭和61年）に三条申請を行った。この当時のSCの仮称は「ニッケコミュニティーセンター」であった。
関東でプランタンを出店するのは、銀座に続き2店目であった。
その後、入居するテナント数が131に決定、仮称であった「ニッケコミュニティーセンター」から「ニッケコルトンプラザ」に変更することが明らかとなっている。
1988年（昭和63年）11月25日、ニッケコルトンプラザ正式開業。
開業当時の首都圏のショッピングセンターとしては大規模であったことから、開業当初は視察に訪れる人も多数あった。
開業初年度の売上高はオ・プランタンも専門店街も共に年間100億円を超えた。
核店舗のプランタンは1996年に現在のダイエーに転換。2014年11月29日にダイエー直営売り場をリニューアルし、翌年（2015年）以降展開される新業態「フードスタイルストア」の試験店舗となった。
2025年（令和7年）3月7日、イオンリテールは中核店舗であるダイエーいちかわコルトンプラザ店を同年10月1日付けで継承することを発表し、これに伴い同店を同年8月31日付けで営業終了することが5月24日に発表された。

## フロア構成
大規模なため大きく分けてセンターモール、ウエストモール、イーストモールの3ブロックに分かれ、駐車場も赤、黄、緑にも分かれる。出店店舗の詳細は公式サイト「フロアガイド」を参照。
イーストモール（旧イースト館）
開業当初は屋外駐車場だった場所に1994年に増設。3階へはイーストモール2階からしかアクセスできなかったが、2009年5月2日のリニューアルにおけるフロア増床により、センターモール3階からもシームレスにアクセス出来る様になった。
トイザらス - ベビーザらス
ユニクロ
ABCマート
MUJI
センターモール（旧本館）
ダイエーいちかわコルトンプラザ店 - 旧・いちかわプランタン。ネットスーパー取扱店舗。
ニトリ - 元ノジマ
ノジマ - 元ラオックスで2015年秋に一度閉店、2016年秋に再出店
コナミスポーツクラブ
市川ロフト
有隣堂 - 元福家書店
ウエストモール（旧ウエスト館）
1999年に増設。
TOHOシネマズ - 旧・ヴァージンシネマズ (関東第一号店)。
GU
この他、日本旅行OMCトラベルと日旅サービスの両方が出店していたが、2021年5月にセンターモール店に統合したほか、スポーツ施設などがある。

### ニッケ鎮守の杜

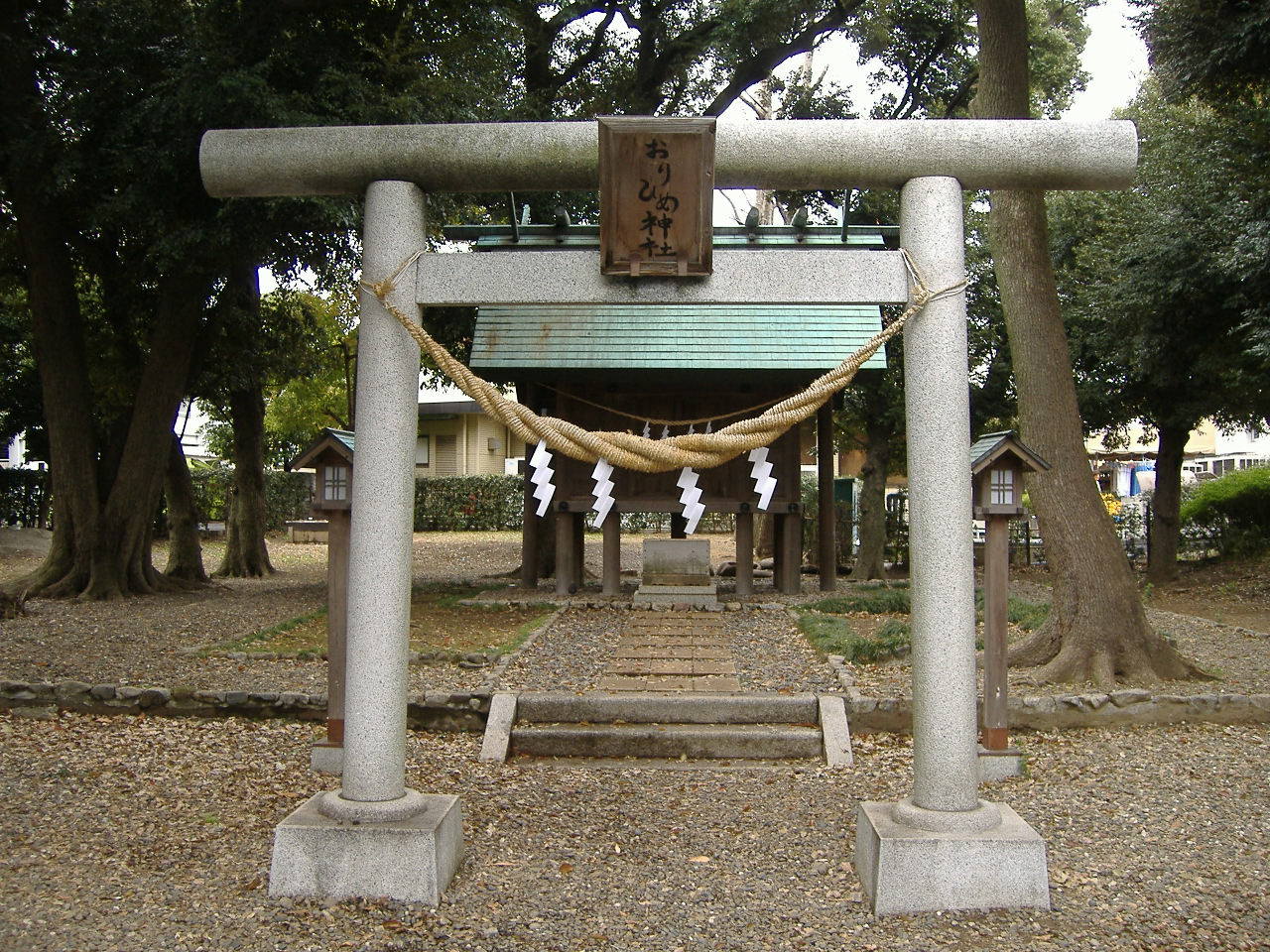
おりひめ神社
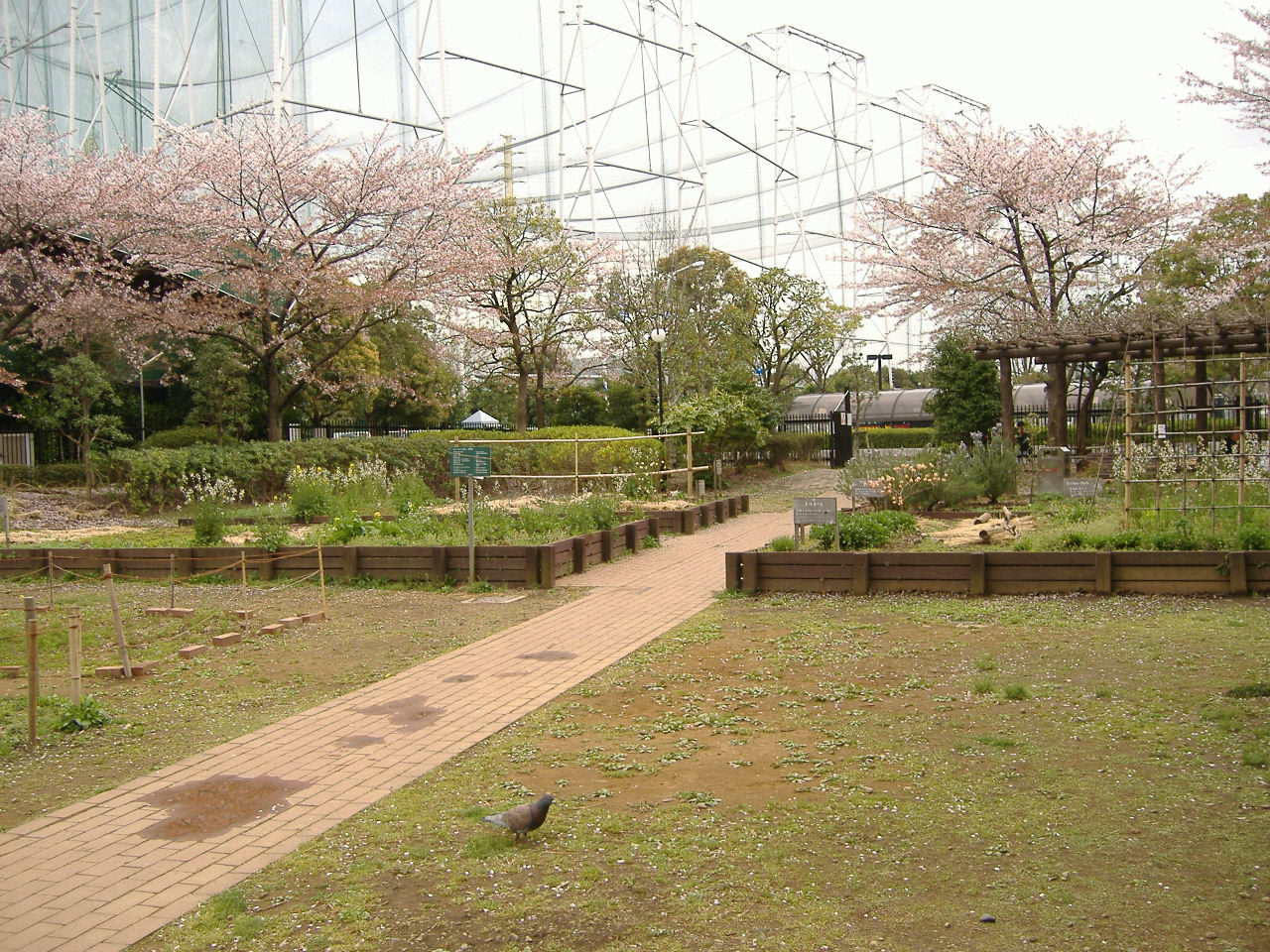
手仕事の庭

敷地南側には、「おりひめ神社」と「手仕事の庭」からなる「ニッケ鎮守の杜」がある。
この場には「galleryらふと」があり、毎年10月の土日二日間には、野外クラフト展「工房からの風」が開かれている。
「工房からの風」は、公益社団法人企業メセナ協議会の2016年メセナアワードのメセナ大賞を受賞。
「工藝と庭を巡る人の輪づくり」が、Activity（取り組み）部門、地域・コミュニティづくり／社会貢献活動カテゴリーで、公益財団法人日本デザイン振興会の2017年グッドデザイン賞を受賞。　
おりひめ神社
昭和初期に、当時の共立モスリン（1941年に日本毛織と合併）中山工場の敷地内の杜に設けられ、天照大神が奉られている。現存する社殿は1936年に建設されたもので、1971年には屋根を茅葺きから銅板葺きに改修されている。
手仕事の庭
2003年より開墾が始まり、トロロアオイ・藍・棉・ベニバナなど繊維や染色に用いられる植物の栽培が始まった。2004年には香草の庭が設けられ、タイム・セージ・バジルなどのハーブが植えられている。ここで収穫されたトロロアオイは、児童を対象とした紙漉きワークショップで使用されている。
- おりひめ神社
- 手仕事の庭

### TOHOシネマズ市川コルトンプラザ
ウエストモール3階にあるシネマコンプレックス。1999年11月27日に開館。
TOHOシネマズの前身であった『ヴァージンシネマズ』関東第一号店であり、開館当初は日本初となる9スクリーンすべてがTHX認定を受けていたシネコンであった。

#### 沿革
- 1999年（平成11年）11月27日 - 「ヴァージンシネマズ市川コルトンプラザ」として開館。（運営・経営はヴァージンシネマズ・ジャパン）
- 2003年（平成15年）4月7日 - 運営・経営がTOHOシネマズに移管。
- 2004年（平成16年）2月28日 - 「TOHOシネマズ市川コルトンプラザ」に改称。
- 2009年（平成21年）5月19日 - プレミアスクリーンが廃止となりスクリーン9となる。同時に発券システムを変更。

| No. | 座席数 | 車椅子 | サイズ(m) | サイズ(m) | 備考                 |
| No. | 座席数 | 車椅子 | 縦        | 横        | 備考                 |
| --- | ------ | ------ | --------- | --------- | -------------------- |
| 1   | 365    | 4      | 6.2       | 14.9      |                      |
| 2   | 178    | 2      | 4.4       | 10.5      |                      |
| 3   | 118    | 2      | 4.2       | 10.0      |                      |
| 4   | 266    | 3      | 5.3       | 12.5      |                      |
| 5   | 317    | 2      | 5.4       | 12.9      |                      |
| 6   | 222    | 2      | 5.3       | 12.5      |                      |
| 7   | 235    | 2      | 5.3       | 12.5      |                      |
| 8   | 298    | 3      | 5.3       | 12.5      |                      |
| 9   | 129    | 2      | 4.7       | 11.2      | 旧プレミアスクリーン |

## コルトン盆踊り
当店主催の盆踊り大会である「コルトン盆踊り」が、毎年8月第3土・日曜日に開催されている。同イベントで使用されるオリジナル曲として松村和子による「えいやさコルトン」がある。
2020年から2022年までの3年間は新型コロナウイルス感染症拡大防止の観点から中止となった。2022年については代替として盆踊りなしの「コルトン夏祭り」を開催した。
2025年は9月20日および21日に開催予定。

## ニッケコルトンプラザ通り
当店を運営する日本毛織が敷地の西側を走る市川市道0117号・0126号・0131号のネーミングライツを市川市から所得しており、市川インター北側交差点（千葉県道283号若宮西船市川線と交差）からニッケコルトンプラザ・市川インター入口交差点（国道14号と交差）・冨貴島小学校を経て大柏橋交差点（千葉県道180号松戸原木線と交差）に至る区間が「ニッケコルトンプラザ通り」と呼ばれている（一部千葉県道6号市川浦安線と重複）。

## アクセス

### バス

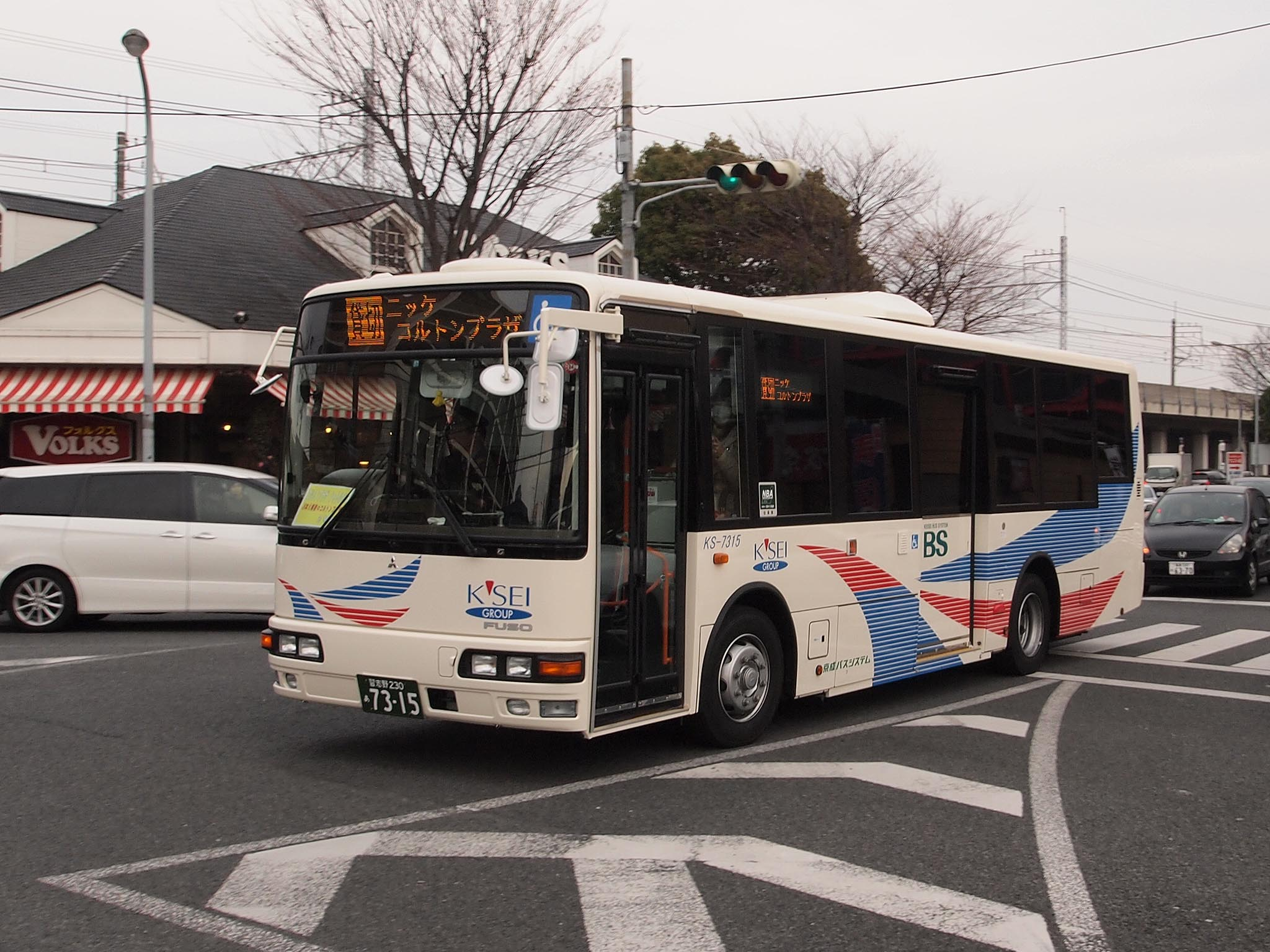
本八幡駅からのシャトルバス（京成バス千葉セントラル（旧：京成バスシステム）に運行委託）

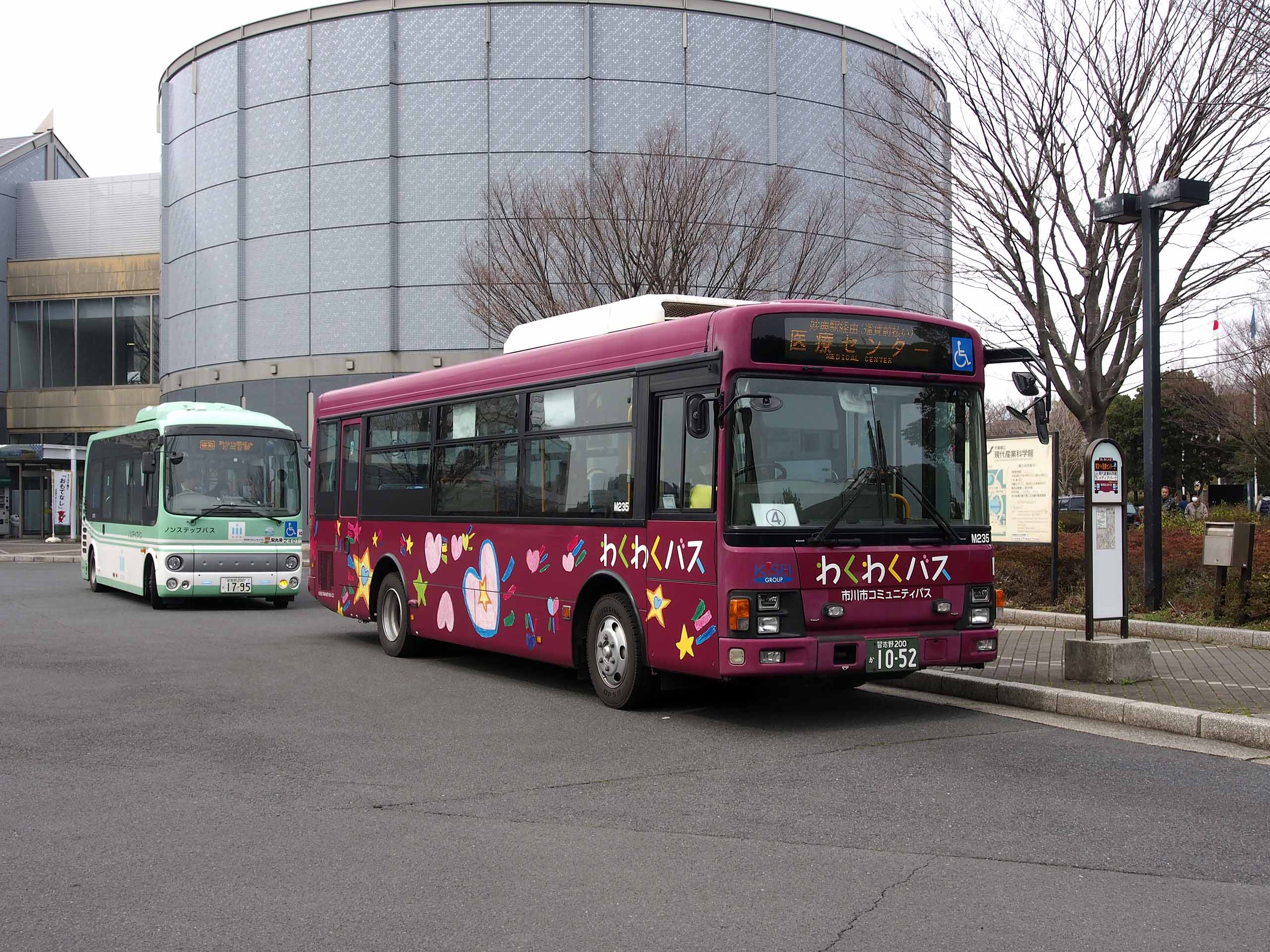
市川市コミュニティバス

- 本八幡駅北口から無料送迎バスが運行されている。詳細は公式サイト「コルトンバス（無料）のご案内」を参照。
- かつて京成バスが、2014年5月16日から当施設近隣を通る系統を新設し（本73系統：本八幡駅～市川学園間）、「ニッケコルトンプラザ北」「ニッケコルトンプラザ東」「現代産業科学館・メディアパーク」（ニッケコルトンプラザ南）の3停留場ともに最寄となっていた。2021年4月16日廃止[15]。
- 市川市コミュニティバス南部ルートと北東部ルートが近隣の千葉県立現代産業科学館に乗り入れている。